# Юнацький чемпіонат Європи з футболу (U-18) 1996
Чемпіонат Європи з футболу серед юнаків віком до 18 років 1996 року пройшов у Франції та Люксембурзі з 23 по 30 липня. Переможцем стала збірна команда Франції, яка у фіналі перемогла збірну Іспанії із рахунком 1:0

## Учасники
- Бельгія
- Англія
- Франція (господар)
- Угорщина
- Італія
- Португалія
- Ірландія
- Іспанія

## Груповий етап

### Група A
| Збірна     | І | В | Н | П | ГЗ | ГП | РГ | О |
| ---------- | - | - | - | - | -- | -- | -- | - |
| Франція    | 3 | 2 | 1 | 0 | 4  | 2  | +2 | 7 |
| Бельгія    | 3 | 1 | 2 | 0 | 5  | 4  | +1 | 5 |
| Угорщина   | 3 | 1 | 0 | 2 | 5  | 4  | +1 | 3 |
| Португалія | 3 | 0 | 1 | 2 | 2  | 6  | –4 | 1 |

| 23 липня | Франція    | 2–1 | Угорщина   |
|          | Португалія | 2–2 | Бельгія    |
| 25 липня | Франція    | 1–0 | Португалія |
|          | Бельгія    | 2–1 | Угорщина   |
| 27 липня | Франція    | 1–1 | Бельгія    |
|          | Угорщина   | 3–0 | Португалія |

### Група B
| Збірна   | І | В | Н | П | ГЗ | ГП | РГ | О |
| -------- | - | - | - | - | -- | -- | -- | - |
| Іспанія  | 3 | 1 | 2 | 0 | 3  | 0  | +3 | 5 |
| Англія   | 3 | 1 | 2 | 0 | 2  | 1  | +1 | 5 |
| Ірландія | 3 | 0 | 2 | 1 | 1  | 2  | –1 | 2 |
| Італія   | 3 | 0 | 2 | 1 | 2  | 5  | –3 | 2 |

| 23 липня | Іспанія | 0–0 | Англія   |
|          | Італія  | 1–1 | Ірландія |
| 25 липня | Італія  | 1–1 | Англія   |
|          | Іспанія | 0–0 | Ірландія |
| 27 липня | Іспанія | 3–0 | Італія   |
|          | Англія  | 1–0 | Ірландія |

## Матч за 3-тє місце
| 30 липня 1996 |

| Англія | 3–2 ОТ | Бельгія |
| ------ | ------ | ------- |
|        |        |         |

| Безансон, Франція |

## Фінал
| 30 липня 1996 |

| Франція  | 1–0 | Іспанія |
| -------- | --- | ------- |
| Анрі 26' |     |         |

| Безансон, Франція Арбітр: Рене Теммінк |

| Чемпіон Європи 1996 |
| ------------------- |
| Франція 3-й титул   |

## Кваліфікація на Чемпіонат світу
Шість найкращих збірних кваліфікувались на Молодіжний чемпіонат світу 1997 року.
- Бельгія
- Англія
- Франція
- Угорщина
- Ірландія
- Іспанія